# Katharina Lang (Sportlerin)
Katharina Lang (* 2. Januar 1993 in München) ist eine deutsche Rollstuhlbasketballspielerin.

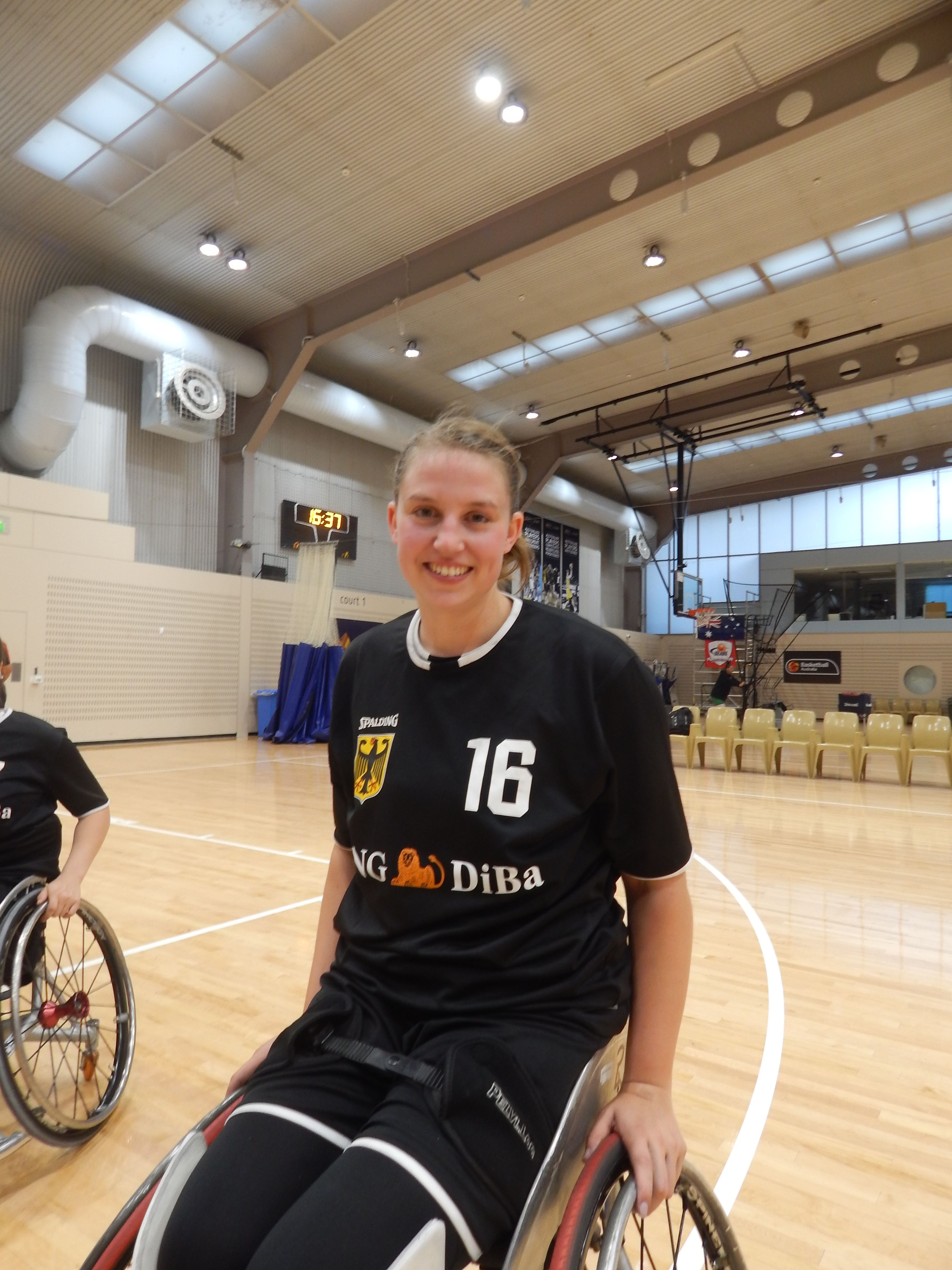
Katharina Lang (2018)

## Leben
Katharina Lang wurde am 2. Januar 1993 in München geboren. Im Alter von fünf Jahren begann sie mit dem Basketballspielen. 2009 wurde sie mit Bad Aibling Deutscher U16-Meister, wobei ihre Zwillingsschwester Franziska, die später für den OSB München spielte, eine ihrer Teamkolleginnen war. Langs eigene Basketballkarriere war von einer Reihe von Knieverletzungen gezeichnet. Sie riss sich fünfmal das vordere Kreuzband – 2009, 2010, 2011, 2012 und 2014 – und nach der letzten Verletzung sah es so aus, als sei ihre sportliche Karriere beendet. Doch ihr ehemaliger Trainer trainierte nun Rollstuhlbasketball in München und ermutigte sie, es mit dem Sport zu versuchen.
Ihr internationales Debüt mit der deutschen Nationalmannschaft gab die 4,5-Punkte-Spielerin 2017 bei der Rollstuhlbasketball-Europameisterschaft auf Teneriffa, Spanien, wo das deutsche Team Silber gewann. Anschließend wechselte sie an die University of Alabama in den USA, wo sie Marketing studierte. 2018 gewann sie vor heimischem Publikum in Hamburg Bronze bei der Weltmeisterschaft und im Jahr darauf bei der Europameisterschaft in Rotterdam.
Lang spielte in der Saison 2020–2021 wieder in Alabama, wo sie Kapitänin des Teams war, das den nationalen Titel gewann und MVP wurde. Später im selben Jahr gehörte sie zum deutschen Team bei den Sommer-Paralympics 2020, wo das deutsche Team das Spiel um die Bronzemedaille gegen die Vereinigten Staaten verlor und den vierten Platz belegte.
Katharina Lang ist Patin bei Schule ohne Rassismus – Schule mit Courage am Gymnasium München-Nord.

## Erfolge (Auswahl)
- 2017: Silber bei den Europameisterschaften (Teneriffa, Spanien)
- 2018: Bronze bei den Weltmeisterschaften (Hamburg, Deutschland)
- 2019: Bronze bei den Europameisterschaften (Rotterdam, Niederlande)